# Шолохово (Новгородська область)
Шолохово (рос. Шолохово) — присілок в Новгородському районі Новгородської області Російської Федерації.
Населення становить 292 особи. Входить до складу муніципального утворення Савинське сільське поселення.

## Історія
Від 2004 року входить до складу муніципального утворення Савинське сільське поселення.

## Населення
| 2010 |
| ---- |
| 292  |